# Examiner
Ne doit pas être confondu avec Examiner.com.
L'Examiner est un journal hebdomadaire publié pendant la Révolution financière britannique, créé en août 1710, et dont l'écrivain Jonathan Swift, auteur des Voyages de Gulliver, fut le rédacteur en chef du 2 novembre 1710 au 14 juin 1711.

## Histoire
Le journal a été fondé par John Morphew, proche des tories, qui fut d'abord salarié à la journée dans la maison d'édition de Edward Jones, qui fut d'abord reprise par John Nutt en 1706, puis par John Morphew. Ce dernier publie les livres de John Barber, qui sera l'imprimeur et le financier de Jonathan Swift.
Le journal fut lancé par les Tories pour contrer la presse du parti whig. Il comptait parmi ses premiers rédacteurs le philosophe et politicien Henri Saint Jean de Bolingbroke, Francis Atterbury, chapelain du roi Guillaume III d'Orange-Nassau et le poète et diplomate Matthew Prior (1664 – 1721). 
Avant et au moment de l'arrivée au pouvoir des tories en 1710, Swift les soutient au travers des articles qu'il écrit dans l'Examiner. En 1711, il publie un violent pamphlet, "The Conduct of the Allies", dénonçant l'incapacité du gouvernement whig à mettre fin à la guerre avec la France. Il se charge ainsi de préparer l'opinion publique à la paix, qui prend forme en 1713 par la signature du Traité d'Utrecht.